# Lorenzo d'Alessandro
Lorenzo d’Alessandro, também conhecido como Lorenzo da San Severino,  (San Severino Marche, 1455–1503) foi um pintor italiano e intérprete do final do estilo gótico. Também é conhecido como Lorenzo Salimbeni.
Com seu irmão, Jacopo Salimbeni, criou a agora chamada Escola de pintura dos irmãos Salimbeni, que influenciou vários pintores importantes, entre eles, Niccolò di Liberatore, também conhecido como L'Alunno (nascido em Foligno, mas que viveu em San Severino Marche). Lorenzo inspirou-se também em Carlo Crivelli e Piero della Francesca. D’Alessandro misturou os elementos típicos do Gótico tardio com a Renascença em seu estilo expressivo.